# Marinefunksendestelle Hürup
Die Marinefunksendestelle Hürup war eine Küstenfunkstelle der Deutschen Marine für Kurzwelle (KW) in Hürup (nahe Husbyfeld) im Kreis Schleswig-Flensburg, die im mobilem Seefunkdienst arbeitete.
Ursprünglich war diese Anlage eine Sendefunkstelle für Langwelle (LW). Sie ging im November 1981 in Betrieb und verwendete eine Sendeantenne, die an drei je 160 Meter hohen, geerdeten Stahlfachwerkmasten befestigt war. 2002 wurde der Langwellensendebetrieb aufgegeben, am 17. November 2004 wurden die Masten gesprengt. Danach wurde auf dem Areal die KW Küstenfunkstelle errichtet. Die militärische Nutzung der Anlage wurde 2015 aufgegeben. Ein Erneuerbare-Energie-Park wurde dort anschließend aufgebaut.